# Посульська оборонна лінія
Посульська оборонна лінія — лінія укріплених давньоруських городів-фортець, розташованих вздовж річки Сули, які мали оборонне значення для Київської Русі, захищаючи її землі від набігів степових кочівників. Закладена Великим князем київським Володимиром Святославичем.
На Посуллі в період Київської Русі існувало понад 40 поселень. Принаймні, 42 з них відомі за археологічними розкопками.
До Посульської оборонної лінії належали: Попаш, В'яхань, Ромен, Кснятин, Лубни, Пісочин, Сніпорід, Горошин, Синеч, Лукомль, Тарасівка, Чутівка, Велика Бурімка, Лящівка, Кизивер, Желни, Палянівщина, Воїнь.
Частина назв цих фортець-поселень мають своє підтвердження в літописах, частині дано назви відповідні сучасним населеним пунктам.
У період розквіту Київської Русі фортеці Посульської лінії ввійшли до Переяславського князівства. Більшість укріплень Посульскої оборонної лінії занепали після нашестя хана Батия в середині XIII ст.